# CAFE SOURIRE
『CAFE SOURIRE』（カフェ・スーリル）は、2011年6月24日にCUFFSが発売した美少女アドベンチャーゲーム。なお「SOURIRE」は作中に登場する喫茶店の名前で、フランス語で「笑顔」の意。

## 概要
主人公とヒロイン達が、学園や喫茶店「SOURIRE」などで過ごす夏を描く物語である。主人公を中心とした恋愛関係の他、家族関係のドラマも重要な要素となっている。
作品テーマは「青春の苦悩」で、シナリオ担当の秋月ひろによれば、子どもでも大人でもない世代の主人公が何かをきっかけに選択を迫られた時の苦悩や葛藤を、ヒロインと共に乗り越える姿を見て欲しいとのこと。

## あらすじ
西村真一は家業の喫茶店・SOURIREを手伝いながら、夏休みをぼんやり過ごしていた。幼い頃に一緒にいた”あの子”と離れて以来、心から笑えなくなっていた真一だったが、転校生の美百合との出会い、”あの子”こと杏子の突然の同居をきっかけに、忘れていた何かを取り戻していく。

## キャラクター

### 主人公
西村 真一（にしむら しんいち）
本作の主人公。母親は真一が小さい頃に亡くなっており、父親・真彦と兄・雅人と3人暮らし。家は喫茶店・SOURIREを経営していて、ときどき真一も手伝っている。優柔不断で要領が悪く、そつの無い兄の雅人には敵わないと思っている。
幼い頃にいつも一緒にいた杏子との別れの傷から、心から笑えなくなっていた。夏休みになってその杏子が突然同居することになり、久々の再会に戸惑っている。

### ヒロイン
荻原 杏子（おぎわら きょうこ）
声：森保しほ
真一の思い出の”あの子”。彼女の家庭の事情から、この夏休みに真彦が引き取り、西村家に居候する事になった。幼い頃は西村家の裏に住んでおり、真一とよく一緒に遊んでいた。その頃は笑顔が似合う明るい子だったが、今はおどおどした引っ込み思案になってしまっている。
水島 芹花（みずしま せりか）
声：澤田なつ
真一の幼なじみで同級生。隣家の花屋「すずらん」の次女。学園では生徒会副会長を務めるが、元気でマイペースでお節介な彼女に真一はずっと振り回されている。漫才のようなやり取りで「お似合いの二人」と周囲から見られているが、彼女は懸命に否定している。ホラーが苦手。
水島 香澄（みずしま かすみ）
声：夏野こおり
芹花の姉で、「すずらん」の長女。大学生。穏やかで落ち着いた雰囲気で、昔から真一のことを弟のように可愛がってきた。家業の花屋をまじめに手伝っており、よくSOURIREにいる芹花や春菜を家へ引っ張っていくのも彼女の役目。芹花と反対にホラー好き。
雪下 美百合（ゆきした みゆり）
声：西野みく
真一・芹花の同級生で、一学期の終わりに転入してきた黒髪美人。頭脳明晰・運動神経抜群で学園で人気者になる。父親の仕事の関係で、これまで転校をくり返してきた。夏休みにふらりとSOURIREを訪ねて以来、毎日のように通い、真一に対して思わせぶりにアプローチしている。

### サブキャラクター
久我山 宗太（くがやま そうた）
声：川那桜
真一の親友で相談役。学園では生徒会長を務める。軽い風貌と言動だが、意外に周囲を観察し、気を遣っている。真一や芹花とは小学生の頃からの幼なじみで、余計な一言を口に出しては芹花に始終どつかれている。
水島 春菜（みずしま はるな）
声：黒川瑶子
芹花・香澄の母。「すずらん」の店主。外見が若くて、娘達と姉妹に見られることもある。香澄に似て穏やかな性格。
西村 雅人（にしむら まさと）
声：鯨美和
真一の兄。大学卒業後しばらく家を出ていたが、今は戻って家業を手伝っている。何事もそつなくこなすので、真一にとってはコンプレックスの対象になっている。
西村 真彦（にしむら まさひこ）
声：桜ひろし
真一・雅人の父。SOURIREの店主。まじめな性格で、店の仕事も真一や雅人の手伝いが無くても黙々と一人でやってしまう。口数が少なく、杏子を引き取るなどの肝心な事もなかなか家族に言わない。
雪下 小百合（ゆきした さゆり）
声：紺野佳菜
美百合の母。名の知れた服飾デザイナー。美百合の父・和美とは離婚しているが、良好な関係を保っている。
雪下 和美（ゆきした かずみ）
声：左高蹴
美百合の父。仕事人間。美百合の親権は彼が握っている。
荻原 渚（おぎわら なぎさ）
杏子の母親。家庭の事情から、西村家に娘の杏子を預けた。

## 各話タイトル
ストーリーは各話に分かれて構成されており、第1話～第6話が共通ルート、第7話以降は各キャラクターのルートに分かれる。
- 第1話　カフェと花屋と夏の香り
- 第2話　百合一輪
- 第3話　家庭菜園
- 第4話　八重咲きの学舎
- 第5話　砂に咲く華
- 第6話　生花と造花

- 杏子ルート
  - 第7話　三分咲き
  - 第8話　五分咲き
  - 第9話　開花
  - 第10話　果実
  - 第11話　立ち枯れ
  - 第12話　萌芽
  - 第13話　満開

- 芹花ルート
  - 第7話　wilted flower
  - 第8話　flower that cannot bloom
  - 第9話　taste of honey
  - 第10話　flower that scatters and is hurried up
  - 第11話　lovers' flower gardens
  - 第12話　The bouquet is presented to her

- 香澄ルート
  - 第7話　花は折りたし梢は高し
  - 第8話　言わぬが花
  - 第9話　いずれ菖蒲か燕子花
  - 第10話　月に叢雲 花に風
  - 第11話　錦上花を添える
  - 第12話　落花流水の情

- 美百合ルート
  - 第7話　黄
  - 第8話　紫
  - 第9話　桃
  - 第10話　赤
  - 第11話　緑
  - 第12話　白

## スタッフ
- キャラクターデザイン・原画：☆画野朗、なつめえり、えれっと
- シナリオ：秋月ひろ、大三元、群田真雪、志村那由多
- 音楽：Peak A Soul+
- ディレクター：佐倉直人

## 主題歌
オープニングテーマ「こころの種」
歌：Duca　作詞：Duca　作曲・編曲： ANZE HIJIRI
エンディングテーマ「Cafe」
歌：Duca　作詞：Duca　作曲・編曲：ANZE HIJIRI
※初回限定版に同梱されたオリジナルサウンドトラックには、両曲ともショートバージョンとインストゥルメンタルのみ収録。予約特典のマキシシングル『こころの種』に、両曲のフルバージョンが収録されている。
※CUFFSの企画アルバム『CUFFS SONGS BEST』に、両曲のフルバージョンが収録されている。

## 関連商品
『CAFE SOURIRE VISUAL FANBOOK』
2012年3月2日発売。発行：CUFFS。メロンブックスにて独占販売。